# 나는 비밀을 알고 있다 (1956년 영화)
《나는 비밀을 알고 있다》(The Man Who Knew Too Much)는 1956년에 앨프리드 히치콕이 감독하고 제임스 스튜어트와 도리스 데이가 주연을 맡은 서스펜스 스릴러 영화이다. 1934년에 히치콕이 감독한 《나는 비밀을 알고 있다》를 히치콕 스스로 리메이크한 작품으로 극 중 도리스 데이가 부른 'Que Sera, Sera'로 아카데미 주제가상을 수상하였다.

## 줄거리
미국인 가족 – 벤저민 "벤" 맥케나 박사, 그의 아내이자 인기 가수인 조세핀 "조" 콘웨이 맥케나, 그리고 그들의 아들 헨리 "행크" 맥케나 – 는 프랑스령 모로코에서 휴가를 보내고 있다. 카사블랑카에서 마라케시로 여행하던 중, 그들은 프랑스인 루이 베르나르를 만난다. 그는 친절해 보이지만, 조는 그의 많은 질문과 회피적인 대답을 의심한다.
베르나르는 맥케나 가족에게 저녁 식사를 대접하겠다고 제안하지만, 의심스러워 보이는 남자가 맥케나 가족의 호텔 방 문을 두드리자 취소한다. 한 레스토랑에서 맥케나 가족은 친근한 영국인 부부 루시와 에드워드 드레이턴을 만난다. 맥케나 가족은 베르나르가 도착해서 다른 곳에 앉아 마치 그들을 무시하는 것처럼 보이자 놀란다.
다음 날, 드레이턴 부부와 함께 현지 시장을 방문하던 맥케나 가족은 한 남자가 경찰에게 쫓기는 것을 본다. 등에 칼에 찔린 남자는 벤에게 다가가고, 벤은 그가 변장한 베르나르라는 것을 알게 된다. 죽어가던 베르나르는 외국인 정치인이 런던에서 암살될 것이며, 벤이 "앰브로즈 채플"에 대해 당국에 알려야 한다고 속삭인다. 루시는 행크를 호텔로 돌려보내고, 벤, 조, 에드워드는 베르나르의 죽음에 대해 심문을 받기 위해 경찰서로 간다. 한 경찰관은 베르나르가 프랑스 정보국 요원이었다고 설명한다.
벤은 경찰서에서 전화를 받는다. 행크가 납치되었지만, 맥케나 가족이 베르나르의 경고에 대해 경찰에 아무 말도 하지 않으면 해를 입지 않을 것이라고 한다. 행크가 루시의 보호 아래에 있었음을 알고 벤은 에드워드를 보내 그를 찾게 한다. 벤과 조가 호텔로 돌아왔을 때, 그들은 에드워드가 체크아웃했다는 것을 알게 된다. 벤은 드레이턴 부부가 베르나르가 찾던 부부이며 행크의 납치에 연루되어 있다는 것을 깨닫는다. 그가 드레이턴 부부가 런던 출신이라는 것을 알게 되자, 그와 조는 런던으로 가서 앰브로즈 채플을 통해 그들을 찾으려 결심한다.

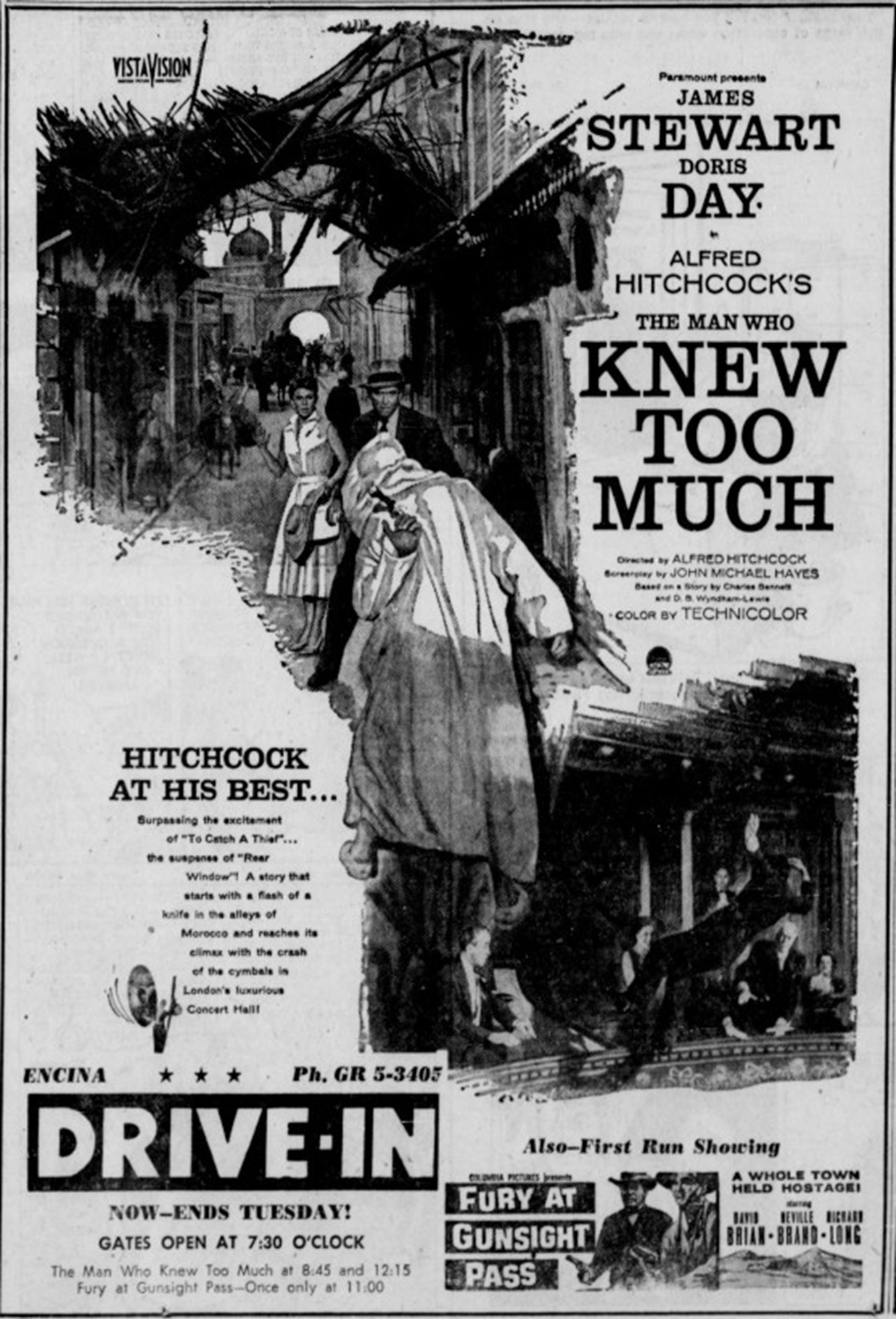
1956년 자동차 극장 광고.

런던에서 스코틀랜드 야드의 버캐넌 경감은 조와 벤에게 베르나르가 암살 계획을 밝히기 위해 모로코에 있었다고 말하며, 납치범들에게서 소식을 들으면 자신에게 연락하라고 지시한다. 조의 친구들을 호텔 스위트룸에 남겨두고, 맥케나 가족은 앰브로즈 채플이라는 이름을 가진 사람을 찾는다. 조는 "앰브로즈 채플"이 장소라는 것을 깨닫고, 맥케나 가족은 채플에 도착하여 에드워드가 예배를 인도하고 있는 것을 발견한다. 조는 채플을 떠나 경찰에 전화한다. 에드워드가 회중을 집으로 보낸 후, 벤은 그와 맞서다가 쓰러지고 안에 갇힌다. 조는 경찰과 함께 도착하지만, 수색영장 없이는 들어갈 수 없다.
조는 버캐넌이 로열 앨버트 홀에서 콘서트를 보러 갔다는 것을 알고, 경찰에게 자신을 그곳으로 데려다달라고 요청한다. 경찰과 조가 떠나자, 드레이턴 부부는 행크를 외국 대사관으로 데려간다. 로열 앨버트 홀 로비에서 조는 마라케시에서 자신의 문을 두드렸던 남자를 본다. 그가 자신이 간섭하면 행크에게 해를 가하겠다고 위협하자, 조는 그가 외국 총리를 암살하기 위해 보내진 암살자임을 깨닫는다.
벤은 종탑을 통해 채플을 탈출하여 로열 앨버트 홀에 도착하고, 조는 암살자를 지목한다. 벤은 킬러를 찾기 위해 발코니 박스들을 수색하는데, 킬러는 총성을 가리기 위해 심벌즈가 울리기를 기다리고 있었다. 심벌즈가 울리기 직전, 조가 비명을 지르고 암살자는 목표물을 놓쳐 겨우 부상만 입힌다. 벤은 암살을 시도한 자와 몸싸움을 벌이고, 그는 추락하여 사망한다.
행크가 대사관에 있을 가능성이 높지만, 대사관은 주권이 있고 수사에서 면제된다고 결론 내린 맥케나 가족은 감사하는 총리로부터 초대를 받는다. 대사는 총리를 죽이려는 계획을 조직했으며, 실패한 시도의 책임을 드레이턴 부부에게 돌린다. 행크가 그들에게 불리하게 증언할 수 있다는 것을 알고, 그는 드레이턴 부부에게 소년을 죽이라고 명령한다.
총리는 조에게 노래를 불러달라고 요청한다. 그녀는 "Que Sera, Sera"를 크게 불러 행크가 들을 수 있도록 한다. 에드워드가 행크를 살해할 준비를 하는 동안 행크를 지키던 루시는 아이를 죽이는 것에 괴로워하며, 소년에게 노래를 따라 휘파람을 불라고 격려한다. 벤은 행크를 찾는다. 에드워드는 총을 겨누며 그들과 함께 탈출하려 하지만, 벤이 그를 때리자 그는 계단에서 떨어져 사망한다.
맥케나 가족은 호텔 스위트룸으로 돌아온다. 벤은 이제 잠든 조의 친구들에게 "죄송합니다, 너무 오래 자리를 비웠지만, 행크를 데리러 가야 했습니다."라고 설명한다.

## 출연

### 주연
- 제임스 스튜어트
- 도리스 데이
- 브렌다 드 밴지
- 버나드 마일즈

### 조연
- 랠프 트루먼
- 다니엘 겔린
- 모겐스 위스
- 앨런 모우브레이

## 기타
- 협력프로듀서: 허버트 콜먼
- 의상: 에디스 헤드